# Forêts d'altitude d'Éthiopie
Localisation
Les forêts d'altitude d'Éthiopie forment une écorégion définie par le fonds mondial pour la Nature (WWF) qui couvre une zone de près de 250 000 km2 en Éthiopie, Érythrée, Soudan et Somalie. Elle appartient à l'écozone afrotropicale et au biome des forêts décidues humides tropicales et subtropicales.